# مهدی براندو مهدلو
مهدی براندو مهدلو ترکمن (ایتالیایی: Mehdi
Brando Mahdloo Torkaman؛ زادهٔ ۱۱ سپتامبر ۱۹۸۵) هنرپیشه، فیلم‌نامه‌نویس، مدل، نویسنده و فعال استارت‌آپ اهل ایتالیا است. وی از سال ۲۰۰۸ میلادی تاکنون مشغول فعالیت بوده‌است.
از فیلم‌ها یا مجموعه‌های تلویزیونی که وی در آن‌ها نقش داشته است می‌توان به چه روز زیبایی اشاره نمود.